# Park Panorama w Stargardzie
Park Panorama – położony we wschodniej części Stargardu, na Zarzeczu pomiędzy ul. Grunwaldzką i Na Grobli.
Park został zagospodarowany jako ostatni, w latach 1996–2000 wytyczono nowe ścieżki, dokonano nowych nasadzeń, zbudowano plac zabaw i ustawiono ławki.
Na południowo-wschodnim skraju parku znajduje się Pałac Panorama.